# 鎌田義之
鎌田 義之（かまた よしゆき、1977年5月22日 - ）は、日本の俳優である。

## 特技・資格

### 特技
- 空手
- ボクシング
- カポエイラ
- 殺陣

### 資格
- 空手道初段
- 第一種普通自動車免許
- ホームヘルパー2級

## 主な出演

### 映画
- EXMACHINA-APPLESEEDSAGA- （2007年、東映）- テレウス 役
- 夏音〜caonne〜 （2007年）- チンピラ 役
- ゼブラーマン -ゼブラシティの逆襲- （2010年、東映）- ゼブラポリス 役

### TV
- ROOKIES（2008年、TBS）第一話 ヤンキー役
- 逢いたい8（TBS）- 再現ドラマ・中国人留学生に恋する日本人学生役

### Vシネマ
- 湾岸最速バトル-スカイライン伝説-- カーショップ店長役
- ヤクザに学ぶ必勝学- ヤクザ役

### ゲーム
- リズムフィットネス(バンダイナムコゲームス)- 空手マスター役
- 24-THE MISSION-(東京ジョイポリスアトラクション)- テロリスト役

### 声の出演
- ピンクパンサー〜消えたダイヤのゆくえ〜(東京ジョイポリスアトラクション)- クルーゾー警部役
- ドラマCD超音戦士メルダー(2013年、メルドレコード）-  怪人コウモリキュピール役・主人公の叔父役

### VP
- avex VP - TRFDJ KOO役
- COTA- 美容師・富樫役

### スチール
- テレビガイドEX
- BiDaN

### 舞台
- TERROR PIZZA RIDES(2013年、シアターブラッツ)- SP・西村役
- 手塚治虫ドラマシアター
  - 手塚治虫ドラマシアター3(2013年、渋谷ギャラリー・ルデコ)- 人面瘡(ブラックジャック)  男(殺人鬼)役
  - 手塚治虫ドラマシアター4(2013年、笹塚ファクトリー)- 御釈迦様役
- 穴を掘る獣の夢を見た（2012年、八幡山ワーサルシアター)- ジョニー役
- キネマの天地(2011年、新宿サンモールスタジオ)- 島田健二郎役
- ニンジャOL(2011年、TACCS1179)- 忍者・黒網役
- SAIGOノBANSAN(2011年、青山円形劇場- 征二役
- うやむや天使☆あいまいモコ(2010年、シアター風姿花伝)- ブラッホワイ役
- 君の舞う戦華(2009年、浅草橋アドリブ劇場)- 田辺浩之助役
- 思い出きらきら〜東京大空襲を忘れない〜(2009年）-　お兄ちゃん・警官役
- サンシャイン アンド レインボー(2008年、中目黒ウッディシアター)- 山本役
- 銀河系ホームレス(2007年、新宿スペース107)- ロジャー・チャフィ役
- SENGOKU〜それぞれの運命の為に〜(2007年、大塚萬劇場)- 織田信長役
- 戦国純情物語(2006年、シアターブラッツ)- 皆魔妖之介役
- 僕の先生は土星会議には出ていたはずです(2005年、浅草橋アドリブ劇場)- 畑中先生役
- 美少女戦騎ソウルガーディアン(2005年、内幸町ホール)- 月影役
- サンドバッグ・ドリーム(2004年、新宿シアターサンモール)- リングアナウンサー役
- 号砲(2003年、新宿サニーサイドシアター)- 読売巨人軍・清森秀樹役
- オフサイドトラップ アンド トリッスター(2003年、江古田ストアハウス)- 越谷太郎役
- 結婚とゆう名の冒険(2003年、シアター代官山)